# Francisco González Crussí
Francisco González Crussí (Ciudad de México, 1936), citado académicamente como F. Gonzalez-Crussi, es un médico y escritor mexicano naturalizado estadounidense. Es profesor emérito de la Northwestern University.

## Biografía
Nacido en 1936 en un modesto barrio de la Ciudad de México, González Crussí fue criado por su madre, viuda y propietaria de una pequeña farmacia. Estudió medicina en la Universidad Nacional Autónoma de México, donde fue alumno de Isaac Costero y de Ruy Pérez Tamayo y de la que se graduó en 1961. Emigró a los Estados Unidos, donde hizo estudios de posgrado en patología, con subespecialidad en patología pediátrica. En 1967 inició su carrera en la medicina académica en Canadá, en la Queen's University (Kingston, Ontario), y volvió a los Estados Unidos en 1973, donde fue profesor de patología en la Universidad de Indiana hasta 1978, cuando se trasladó a Chicago, donde se convirtió en profesor de patología en la Facultad de Medicina de la Northwestern University y en jefe de laboratorio del Children's Memorial Hospital (hoy Lurie Children's Hospital), hasta que se jubiló en 2001. Su obra literaria arrancó en 1986, con la publicación de su libro Notas de un anatomista, que obtuvo un gran éxito de crítica. Se naturalizó estadounidense en 1987.

## Premios y distinciones
Entre los premios que ha obtenido se encuentran la beca de la John Simon Guggenheim Memorial Foundation (septiembre de 2000 a febrero de 2001), un Certificate of Achievement de la Oficina de la Secretaría de Estado de Illinois (2009), un premio a su trayectoria profesional del Hospital ABC de la Ciudad de México (2009) y una medalla al mérito de la Universidad Veracruzana. Entre 2005 y 2007 fue asesor de los becarios en ensayo literario del Fondo Nacional para la Cultura y las Artes. En 2014 fue galardonado con el Premio Letterario Merck en Roma, por Carrying the Heart. The World Within Us. En noviembre de 2019 recibió el Premio Internacional de Ensayo Pedro Henríquez Ureña, que otorga la Academia Mexicana de la Lengua.